# Medicina legal i forense

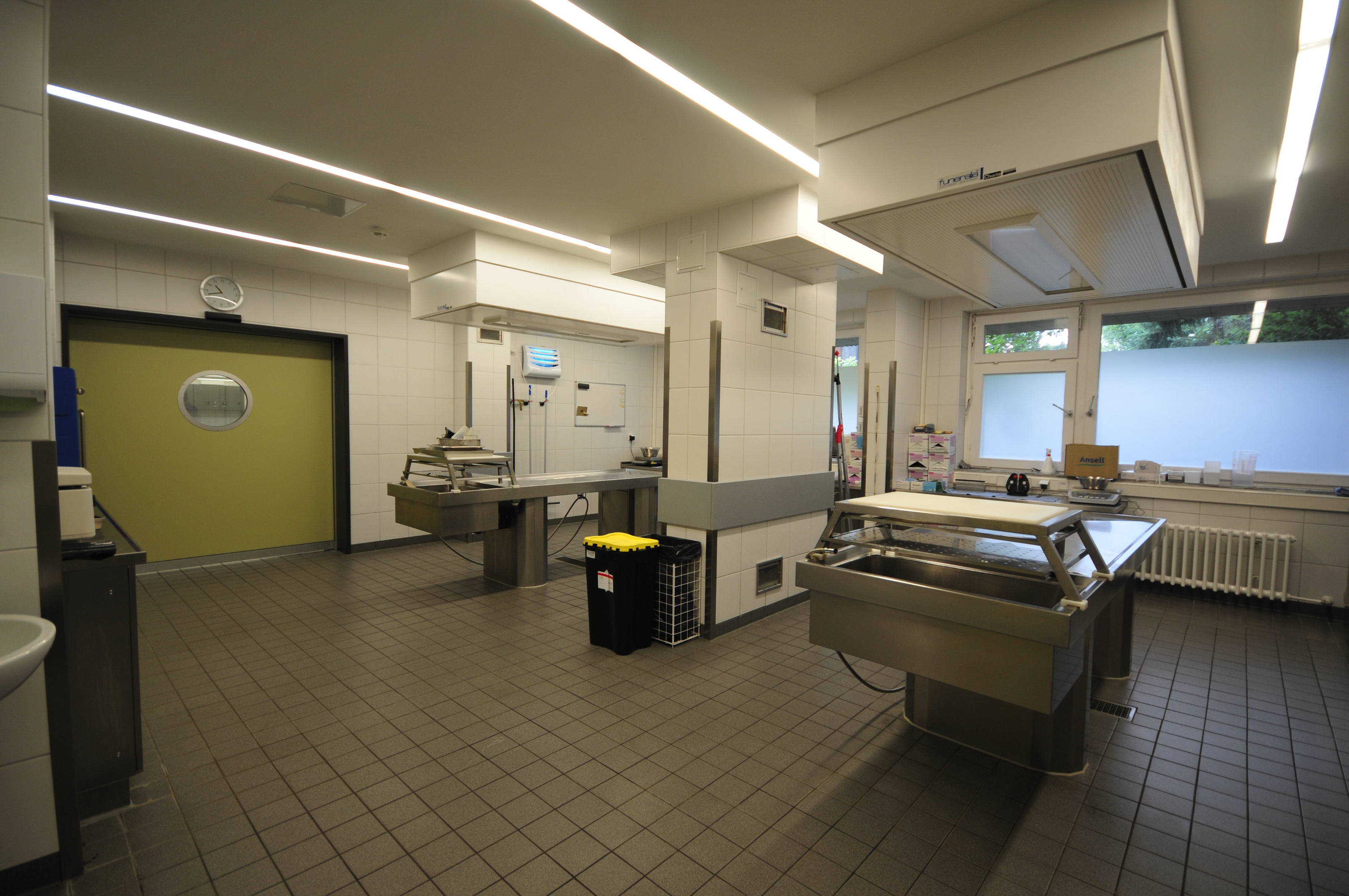
Sala d'autòpsies de la Charité de Berlín

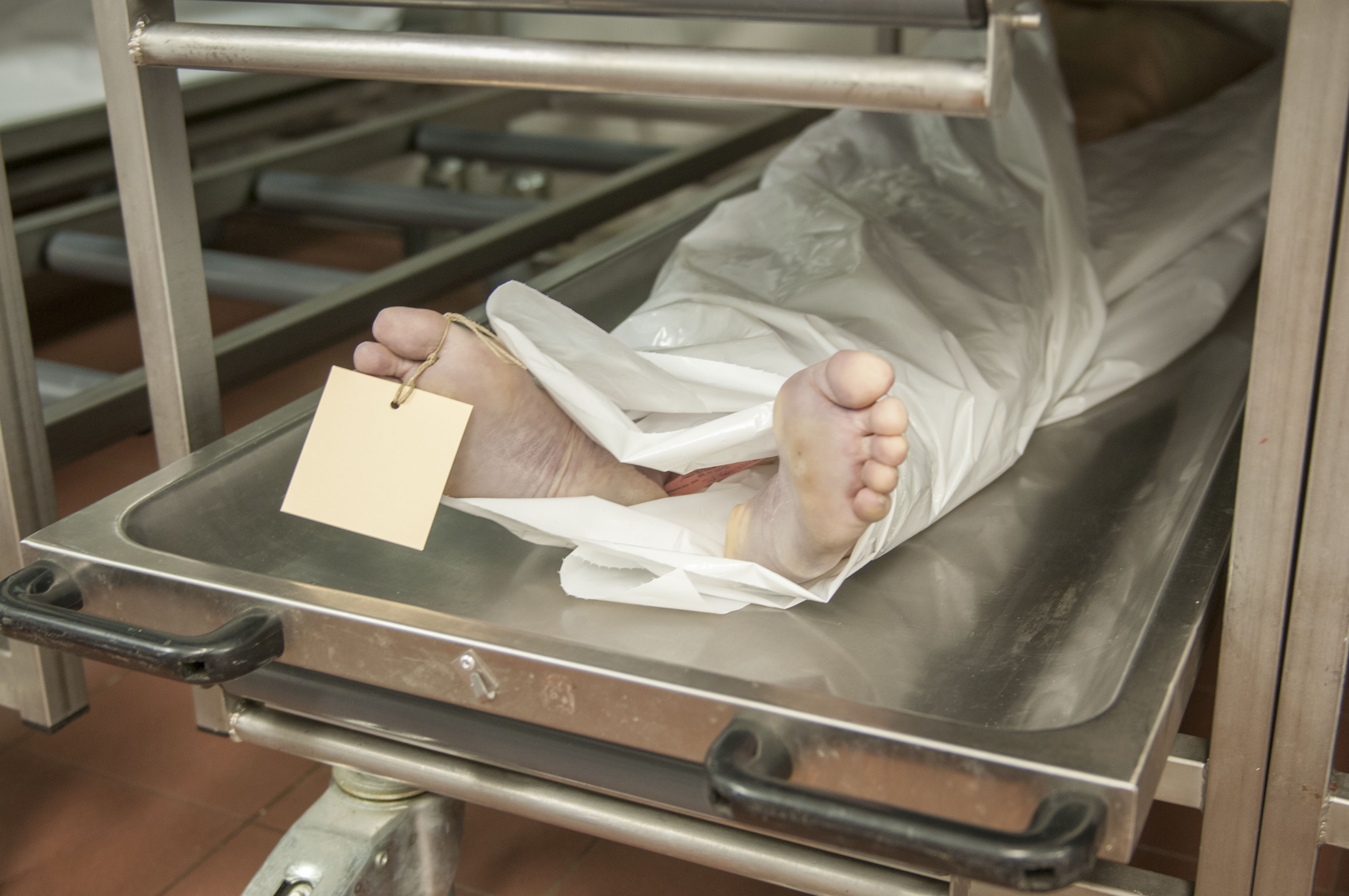
Frigorífic a l'Medicina Forense de la Charité de Berlín

La medicina legal i forense és l'especialitat que engloba tota activitat mèdica relacionada amb el poder judicial. Aquesta s'encarrega de la investigació penal i d'altres branques del dret en els seus aspectes mèdics, de la valoració legal dels lesionats físics i dels malalts mentals i discapacitats, i de l'assessorament a jutges, tribunals i fiscals en qüestions mèdiques.
En la investigació penal l'actuació del metge forense és essencial. Acudeix junt amb la Comissió Judicial (jutge i secretari) quan es procedeix a l'aixecament del cadàver (sent aquesta una de les fases més importants de l'autòpsia) després de morts no aclarides (sospitoses de criminalitat) o violentes, examina i recull signes externs del lloc dels fets, estableix la data probable de la mort, i realitza a continuació l'autòpsia pròpiament dita al cadàver: examina l'examen extern del cadàver i de forma macroscòpica les seves tres cavitats (cranial, toràcica i abdominal) i pren mostres per al seu enviament a centres especialitzats en toxicologia i medicina legal. En aquests es procedeix a l'anàlisi química, bioquímica i microscòpica d'aquestes mostres per a determinar amb la màxima precisió les causes de la mort o circumstàncies que rodegen els fets.
De manera contrària al pensar generalitzat, la feina diària del Metge Forense només versa sobre temàtiques relacionades amb els cadàvers en aproximadament un 5% de tota la seva tasca.
També actua, per exemple, juntament amb un ginecòleg, en els casos d'agressions sexuals, pren mostres de restes deixades per l'agressor, examina les robes de la víctima i elabora l'informe decisiu per a les actuacions penals.
Quan es denuncien lesions, bé derivades d'accident (generalment de trànsit) o bé d'agressió, el metge forense recopila tota la documentació possible sobre les diferents assistències mèdiques al lesionat, reconeix a aquest cada cert temps i, al final elabora un informe definitiu sobre les lesions fruit d'actuació legal, la seva causa probable, el seu temps de curació i temps sense poder desenvolupar el treball habitual, i les seves seqüeles (definitives).
A l'Estat espanyol, els metges forenses són funcionaris que pertanyen al Ministeri de Justícia, per la qual cosa han d'haver aprovat una oposició o prova d'ingrés i després haver superat un període de formació. Per tant, per definició, les companyies asseguradores o les funeràries no disposen de metges forenses, ja que metges forenses només ho són els que treballen per l'Administració de Justícia.
A Catalunya, en canvi, tots els metges forenses treballen a l'Institut de Medicina Legal i Ciències Forenses de Catalunya (IMLCFC), òrgan depenent de la Conselleria de Justícia. També és requisit, avui en dia, haver aprovat la mateixa oposició que a la resta de l'Estat.